# Assérac
Assérac (bretonisch Azereg; Gallo: Aserac) ist eine französische Gemeinde mit 1881 Einwohnern (Stand: 1. Januar 2022) im Département Loire-Atlantique in der Region Pays de la Loire. Sie gehört zum Arrondissement Saint-Nazaire und zum Kanton Guérande. Die Einwohner werden Asseracais genannt.

## Geographie
Die Gemeinde Assérac liegt an der Grenze zum Département Morbihan, etwa 21 Kilometer nordwestlich von Saint-Nazaire in der Landschaft Brière. Im Westen liegt der Atlantik. Das Gemeindegebiet ist Teil des Regionalen Naturparks Brière. Umgeben wird Assérac von den Nachbargemeinden Pénestin im Nordwesten und Norden, Camoël im Norden, Herbignac im Osten, Saint-Molf im Süden sowie Mesquer im Südwesten.

## Bevölkerungsentwicklung
| Jahr                       | 1962 | 1968 | 1975 | 1982 | 1990 | 1999 | 2006 | 2015 | 2022 |
| -------------------------- | ---- | ---- | ---- | ---- | ---- | ---- | ---- | ---- | ---- |
| Einwohner                  | 1179 | 1151 | 1079 | 1128 | 1239 | 1361 | 1668 | 1801 | 1881 |
| Quellen: Cassini und INSEE |      |      |      |      |      |      |      |      |      |

## Sehenswürdigkeiten

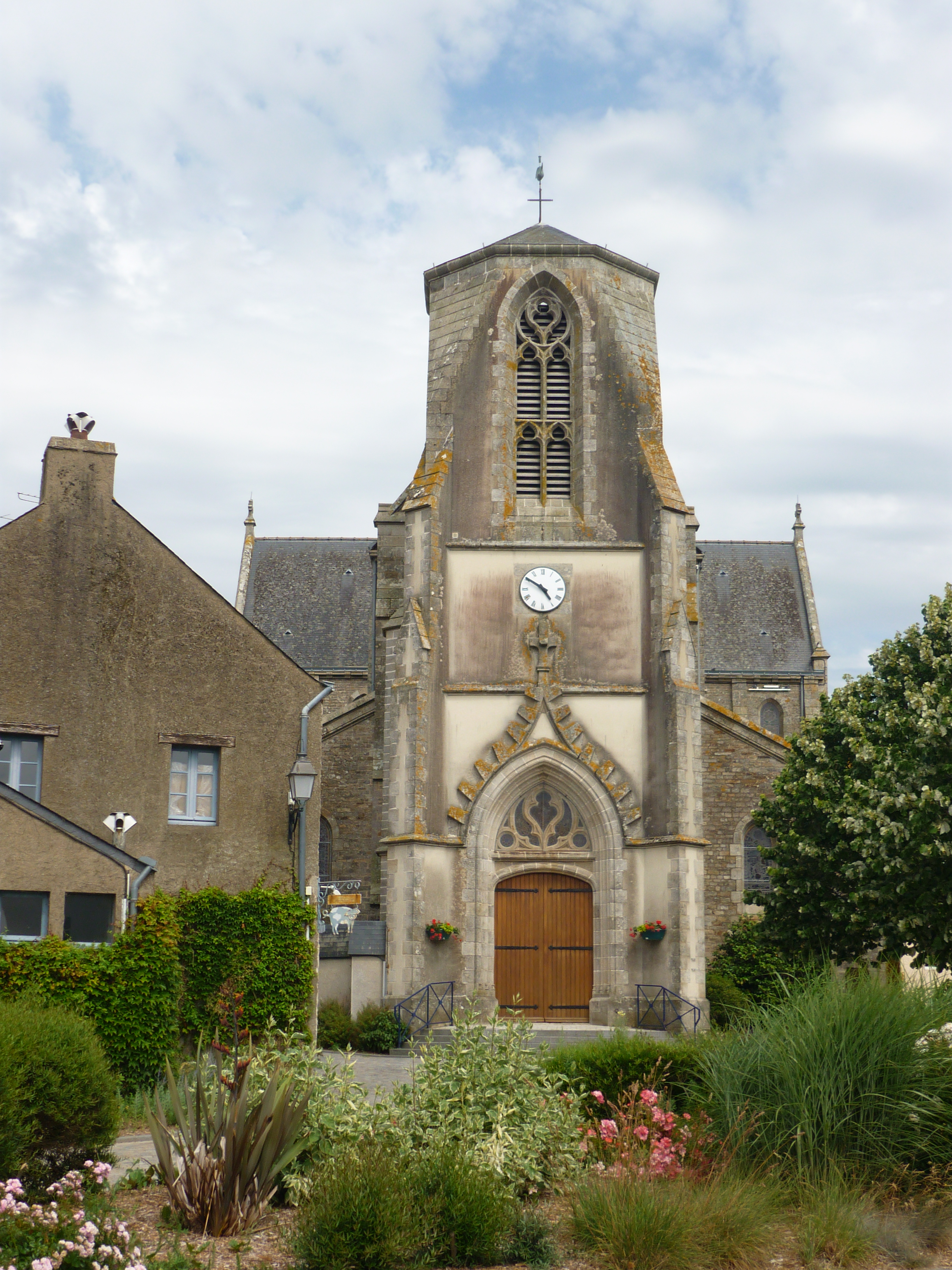
Kirche Saint-Hilaire
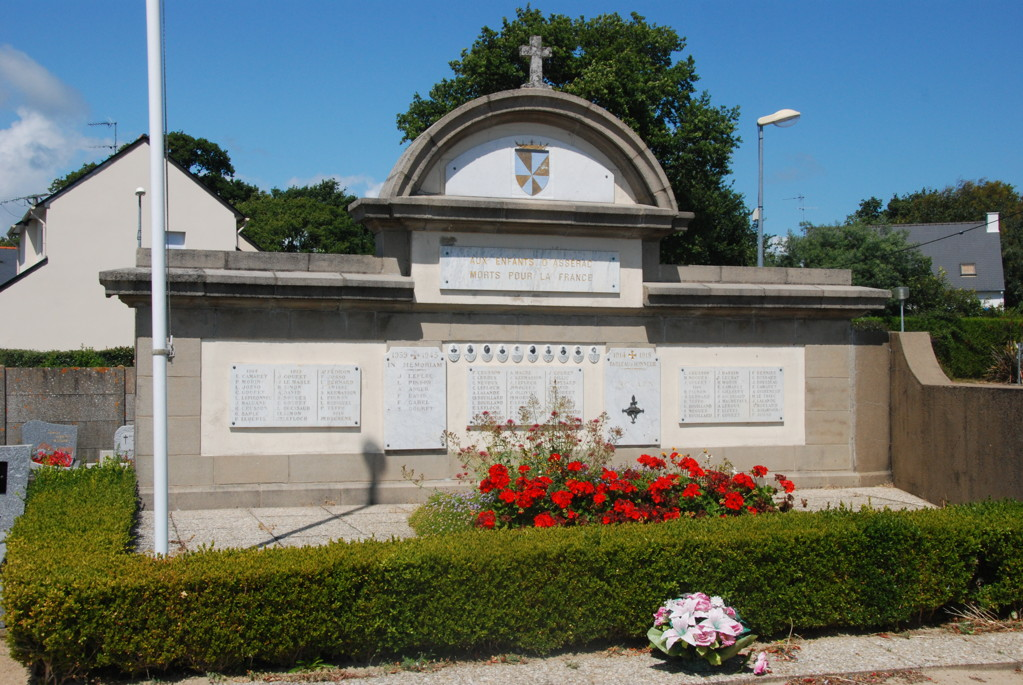
Gefallenendenkmal
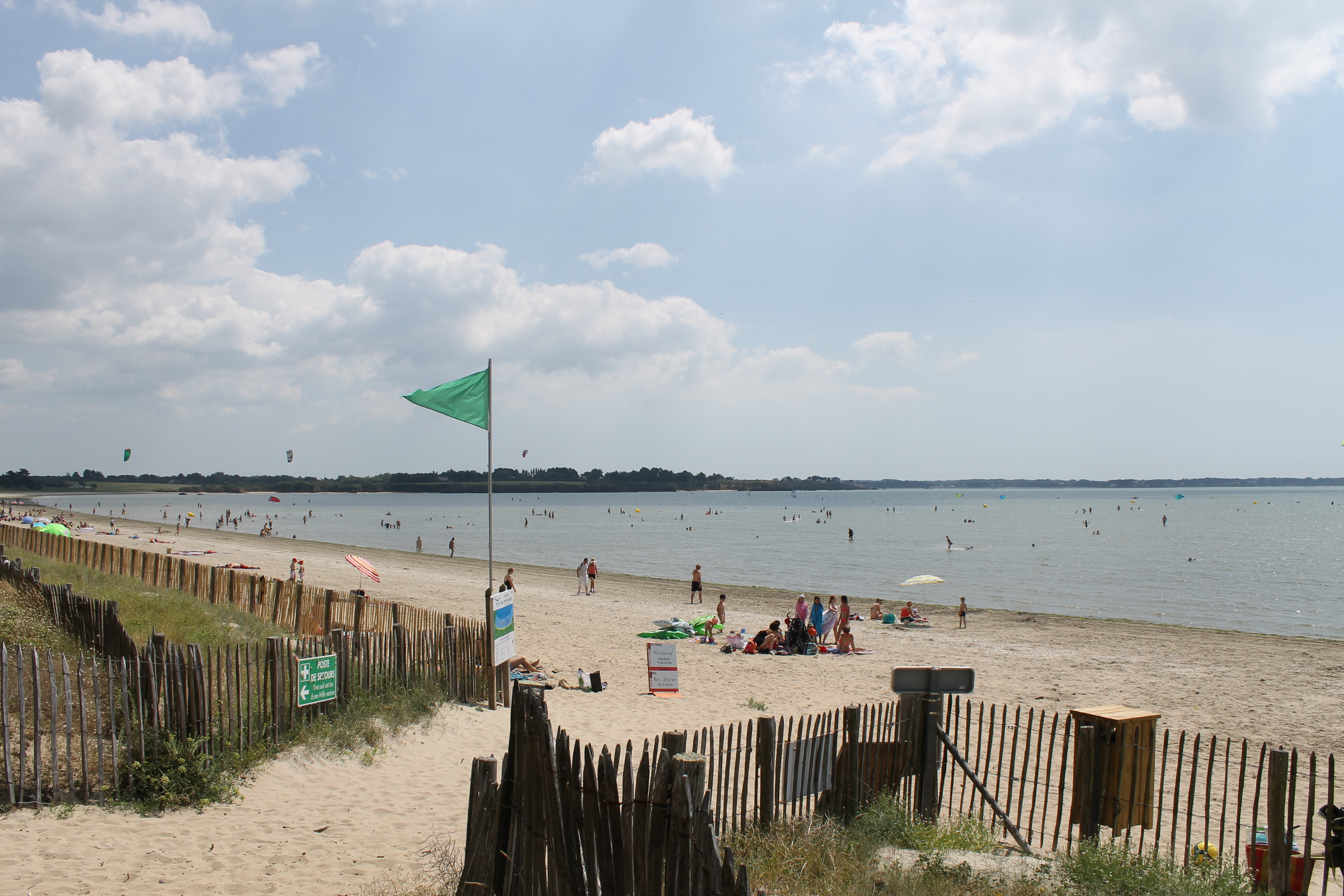
Atlantikstrand
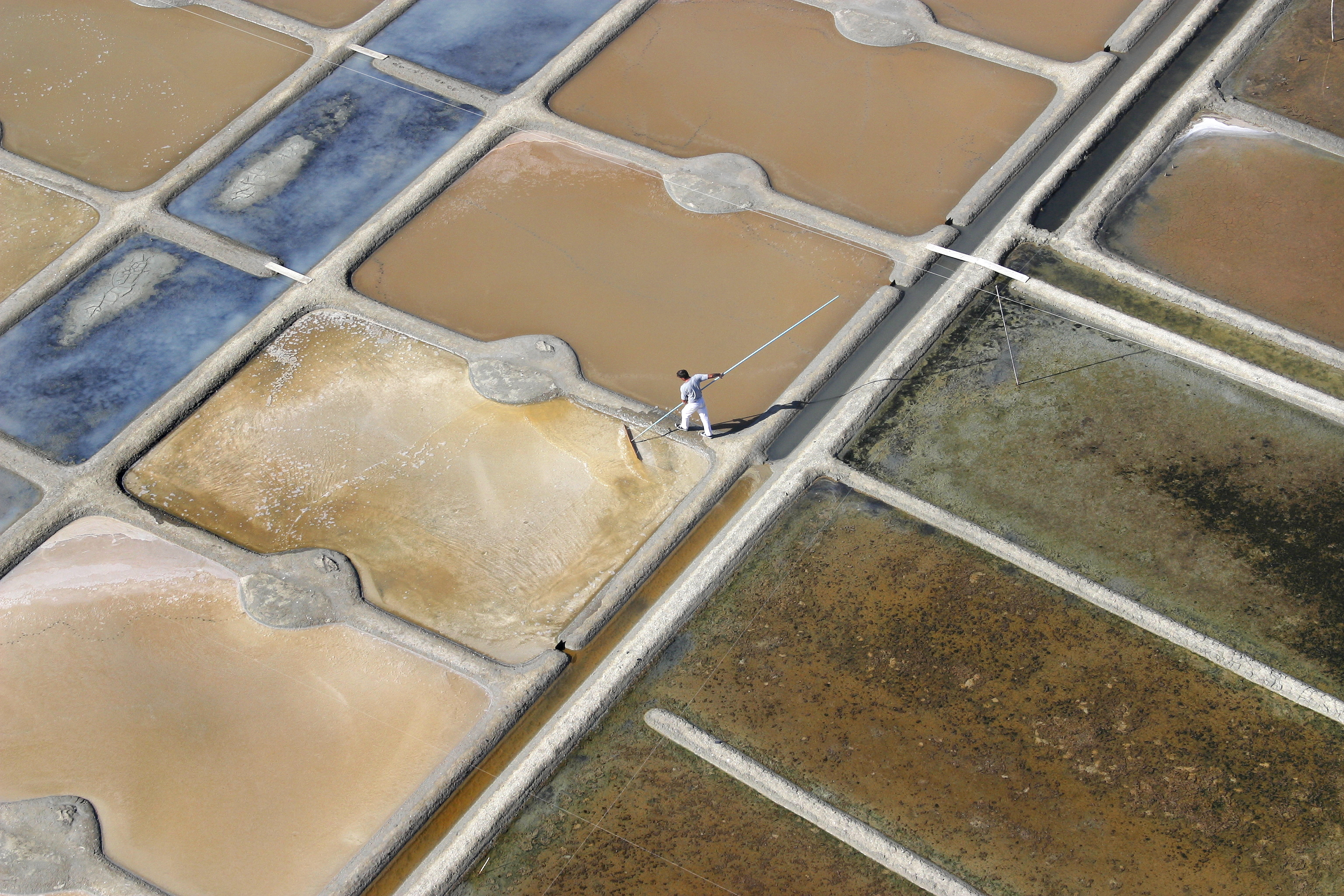
Salinen

- Kirche Saint-Hilaire
- Gefallenendenkmal
- Atlantikstrand
- Salinen

## Persönlichkeiten
- Louis de Champsavin (1867–1916), Springreiter, Bronzemedaillengewinner der Olympischen Spiele 1900